# Primera División Femenina de baloncesto 1989-90
La temporada 1989-90 de la Liga Femenina fue la 27ª temporada de la liga femenina de baloncesto. Se disputó entre 1989 y 1990, culminando con la victoria de Microbank El Masnou.

## Liga regular
| Pos. | Equipo                 | PJ | G  | P  | PF   | PC   | DP   | Pts | Clasificación o descenso        |
| ---- | ---------------------- | -- | -- | -- | ---- | ---- | ---- | --- | ------------------------------- |
| 1    | Banco Exterior         | 28 | 25 | 3  | 2232 | 1840 | +392 | 53  |                                 |
| 2    | Microbank El Masnou    | 28 | 23 | 5  | 2327 | 1976 | +351 | 51  | Clasifican a los Playoffs       |
| 3    | Tintoretto Getafe      | 28 | 21 | 7  | 2259 | 2029 | +230 | 49  | Clasifican a los Playoffs       |
| 4    | Dorna Godella          | 28 | 21 | 7  | 2258 | 1988 | +270 | 49  | Clasifican a los Playoffs       |
| 5    | Banco Zaragozano       | 28 | 17 | 11 | 2129 | 2029 | +100 | 45  | Clasifican a los Playoffs       |
| 6    | CD Donosti             | 28 | 13 | 15 | 2138 | 2271 | −133 | 41  |                                 |
| 7    | Kerrygold Gran Canaria | 28 | 12 | 16 | 1873 | 1937 | −64  | 40  |                                 |
| 8    | Caja Segovia           | 28 | 11 | 17 | 1990 | 2064 | −74  | 39  |                                 |
| 9    | Pryca Manresa          | 28 | 11 | 17 | 2020 | 2091 | −71  | 39  |                                 |
| 10   | Magefesa Xuncas        | 28 | 11 | 17 | 2083 | 2178 | −95  | 39  |                                 |
| 11   | Cepsa Tenerife         | 28 | 11 | 17 | 1914 | 2127 | −213 | 39  |                                 |
| 12   | Canoe N. C.            | 28 | 10 | 18 | 2085 | 2124 | −39  | 38  |                                 |
| 13   | Caixa Tarragona        | 28 | 10 | 18 | 2107 | 2135 | −28  | 38  | Renuncia la categoría           |
| 14   | Club Juven             | 28 | 9  | 19 | 1917 | 2186 | −269 | 37  | Descenso a Primera División "B" |
| 15   | CB Navarra             | 28 | 5  | 23 | 1881 | 2163 | −282 | 33  | Descenso a Primera División "B" |

 Fuente: BRD
Notas:
1. ↑  El Banco Exterior es un equipo creado por la FEB para preparar jugadoras con motivo de los Juegos Olímpicos de Barcelona 1992 con sede en Madrid. Este club participa fuera de concurso, con lo cual para la clasificación oficial se no tiene en cuenta.

### Playoffs
|  | Semifinales           | Semifinales           | Semifinales           | Semifinales         | Semifinales         | Semifinales |                       |                       | Final                 | Final                 | Final | Final | Final | Final |
|  |                       |                       |                       |                     |                     |             |                       |                       |                       |                       |       |       |       |       |
|  |                       |                       |                       |                     |                     |             |                       |                       |                       |                       |       |       |       |       |
|  |                       |                       |                       |                     |                     |             |                       |                       |                       |                       |       |       |       |       |
|  | 2 Microbank El Masnou | 2 Microbank El Masnou | 2 Microbank El Masnou | 92                  | 84                  | 94          |                       |                       |                       |                       |       |       |       |       |
|  | 2 Microbank El Masnou | 2 Microbank El Masnou | 2 Microbank El Masnou | 92                  | 84                  | 94          |                       |                       |                       |                       |       |       |       |       |
|  | 5 Banco Zaragozano    | 5 Banco Zaragozano    | 5 Banco Zaragozano    | 75                  | 85                  | 77          |                       |                       |                       |                       |       |       |       |       |
|  | 5 Banco Zaragozano    | 5 Banco Zaragozano    | 5 Banco Zaragozano    | 75                  | 85                  | 77          | 2 Microbank El Masnou | 2 Microbank El Masnou | 2 Microbank El Masnou | 2 Microbank El Masnou | 80    | 86    |       |       |
|  |                       |                       |                       |                     |                     |             | 2 Microbank El Masnou | 2 Microbank El Masnou | 2 Microbank El Masnou | 2 Microbank El Masnou | 80    | 86    |       |       |
|  |                       | 3 Tintoretto Getafe   | 3 Tintoretto Getafe   | 3 Tintoretto Getafe | 3 Tintoretto Getafe | 77          | 84                    |                       |                       |                       |       |       |       |       |
|  | 3 Tintoretto Getafe   | 3 Tintoretto Getafe   | 3 Tintoretto Getafe   | 3 Tintoretto Getafe | 3 Tintoretto Getafe | 77          | 84                    | 80                    | 83                    |                       |       |       |       |       |
|  | 3 Tintoretto Getafe   | 3 Tintoretto Getafe   | 3 Tintoretto Getafe   | 3 Tintoretto Getafe |                     |             |                       |                       |                       |                       |       |       |       |       |
|  | 4 Dorna Godella       | 4 Dorna Godella       | 4 Dorna Godella       | 4 Dorna Godella     | 77                  | 74          |                       |                       |                       |                       |       |       |       |       |
|  | 4 Dorna Godella       | 4 Dorna Godella       | 4 Dorna Godella       | 4 Dorna Godella     | 77                  | 74          |                       |                       |                       |                       |       |       |       |       |

Tercer lugar
| Local           | Agr. | Visitante          | Ida   | Vuelta |
| --------------- | ---- | ------------------ | ----- | ------ |
| Dorna Godella 4 | 0–2  | 5 Banco Zaragozano | 79–85 | 63–67  |

## Postemporada
- Campeonas de la Primera División Femenina 1989-90: Microbank El Masnou (1er título).
- Campeonas de la Copa de la Reina 1989-90: A. D. B. F. Zaragoza (1er título).
- Clasificadas para Copa de Europa de Campeonas 1990-91: Banco Zaragozano.
- Clasificadas para Copa Ronchetti 1990-91: Dorna Godella, CD Donosti, Club Juven y CB Navarra.
- Descendidas a Primera División B:  Microbank El Masnou ,Tintoretto Getafe y Caixa Tarragona (los tres por renuncia a la categoría).
- Ascendidas de Primera División B:  Xerox Vigo, Universitari Barcelona (ascensos deportivos), AD Compañía de María y GEiEG (repescados tras las renuncias).